# Lång-Lasse i Delsbo
Lång-Lasse i Delsbo är en svensk dramafilm från 1949 i regi av Ivar Johansson. Den hade urpremiär den 29 oktober samma år på biografen Svea i Delsbo. Filmen var barntillåten.

## Inspelning
Filmen är inspelad i AB Sandrew-ateljéerna, Stockholm och i Delsbo-trakten.

## Handling
Handlingen utspelar sig under 1840-talet i Delsbo. Kyrkoherden Lars Landgren ser med fasa hur det moraliska förfallet breder ut sig i socknen och han bestämmer sig för att göra något åt det hela.

## Rollista
- Sten Lindgren - Lars Landgren, kallad Lång-Lasse, präst i Delsbo socken
- Anna Lindahl - Matilda, Lång-Lasses hustru
- Ulla Andreasson - Margit Bryngel
- Peter Lindgren - Klas Hägglund i Backa
- Arthur Fischer - Tratt-Lasse Bryngel, Margits fosterfar
- Nils Hultgren - Mickel Hansson
- Axel Högel - Tuvesson i Häggnäset, Björns far
- Eric Laurent - Näslund, ordförande i kommunalnämnden
- Wilma Malmlöf - Lotta Bryngel, Margits fostermor
- Eric Sundquist - Björn Tuvesson, Margits fästman
- Margit Andelius - fru Näslund
- Torgny Anderberg - Halvar i Bakmossen
- Marianne Anderberg - Hästskojar-Nisses käring
- Per-Axel Arosenius - Ekstedt, pastorsadjunkt
- Josua Bengtson - Tjyv-Pelle
- Greta Berthels - Brännar-Antes käring
- Astrid Bodin - Klas Hägglunds mor
- Helga Brofeldt - Björns mor
- Julia Cæsar - fru Andersson från Bergsbyn, en grälande kvinna hos Landgren
- John Ekman - Brännar-Ante
- Sture Ericson - en av Tratt-Lasses kumpaner
- Albin Erlandzon - Skinnar-Jonte
- Siegfried Fischer	- Per Olsson i Överälven
- Tyra Fischer - Skinnar-Jontes käring
- Ivar Hallbäck - Niklas, Landgrens dräng
- Gustaf Hiort af Ornäs - den ogifte mannen på förhör hos Landgren
- Lissi Holmqvist - den ogifta kvinnan på förhör hos Landgren
- Arne Lindblad - Törnberg i Rismyra
- Adèle Lundvall - Johanna, hushållerska hos Landgren
- Erik Molin - Hästskojar-Nisse
- Bellan Roos - fru Anderssons styvdotter
- Edla Rothgardt - en gumma hos Skinnar-Jonte
- Nina Scenna - kvinnan som fört ett otuktigt leverne
- Hanny Schedin - Törnbergs Malena i Rismyra
- Georg Skarstedt - Kjellstedt, folkskoleinspektör
- Erik Sundquist - en besökande kollega till Landgren
- Ivar Wahlgren - doktor Martin Johansson
- Maud Walter - en kvinna hos Skinnar-Jonte
- Tom Walter - Olle Pryl
- Birger Åsander - Pelle Borst
- Alf Östlund - Hägglund i Backa, Klas far

### Ej krediterade
- Folke Walder - Erik Jansson, frikyrkopredikanten
- Rune Ottoson - pastorsadjunkt
- Sten Mattsson - Fridolf, Landgrens son
- Jan Christensson - Algot, Landgrens son
- Eric Öst - spelman
- Erik Forslund - Petter i Lilltorp
- Emmy Albiin - Petters hustru
- Sven Ericsson - Jonas Hedlund
- Frithiof Bjärne - Jonas far
- Anna-Lisa Fröberg	- mamsell Borg, skollärarinnan
- Lillie Wästfeldt - barnmorskan
- Carl Ericson - Söderblom, prost i Bjuråker
- Mary-Anne Gyllenstierna - Tilda, Landgrens dotter
- Wiange Törnkvist - en av Landgrens drängar
- Carl Andersson - en man i rätten
- Ulla Persson - flickan bredvid Jonas i skolbänken

Utöver de ovan listade medverkar flera statister från Delsbo med omnejd.

### Fotnoter
1. 1 2 3 4  ”Lång-Lasse i Delsbo”. Svensk Filmdatabas. http://www.sfi.se/sv/svensk-filmdatabas/Item/?itemid=4274&type=MOVIE&iv=Basic&ref=/templates/SwedishFilmSearchResult.aspx?id%3d1225%26epslanguage%3dsv%26searchword%3dL%C3%A5ng-Lasse+i+Delsbo%26type%3dMovieTitle%26match%3dBegin%26page%3d1%26prom%3dFalse. Läst 19 augusti 2012.